# Submission wrestling
Il submission wrestling, noto anche come submission grappling, è uno stile di lotta in cui lo scopo è portare a terra l'avversario e costringerlo alla resa con una tecnica di sottomissione che comprende strangolamenti, leve articolari o pressioni dolorose.
Le sottomissioni sono tecniche che mettono l'avversario in una posizione pericolosa per la sua incolumità fisica costringendolo ad ammettere, attraverso un segnale verbale o fisico (battere con la mano o con il piede sul corpo dell'avversario o sul tappeto), che non può liberarsi dalla presa senza riportare danni fisici (e riconoscendo in questo modo la sconfitta). Inoltre è possibile vincere un combattimento guadagnando più punti tecnici (portando a terra l'avversario o, nel combattimento a terra, ribaltandolo o conquistando una posizione di dominio su di lui).
Nei combattimenti di arti marziali miste, la fase in cui gli avversari lottano a terra viene chiamata "fase di grappling".

## Storia

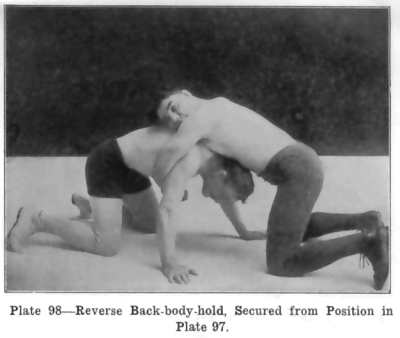
Catch wrestling

L'arte della lotta ha una storia millenaria. La lotta è divenuta popolare in culture diverse come l'Antico Egitto, l'Antica Grecia, l'Antica Roma, l'India e la Cina. Reperti archeologici mostrano scene di lotta con sottomissione databili fin dal periodo dell'antico impero egiziano e nell'antica Grecia la disciplina della lotta prevedeva uno stile in cui la vittoria si conseguiva con la sottomissione dell'avversario.
Nel corso dei secoli molti stili di grappling si sono sviluppati, come il catch wrestling nel XVIII secolo in Lancashire, o il jiu jitsu brasiliano negli anni '20 del XX secolo in Brasile. Essi possono essere considerati i genitori più diretti del grappling. Il catch wrestling fu molto popolare negli USA durante gli ultimi anni del diciannovesimo secolo e i primi anni del ventesimo secolo. Questo stile, nato dal Lancashire wrestling e sviluppato negli incontri senza regole "rough & tumble" ha radici inglesi ma di fatto nacque negli Stati Uniti grazie all'arrivo dei coloni britannici. Gli incontri sportivi di catch wrestling si svolgevano in un ring e duravano fino a quando un combattente sottometteva o immobilizzava il suo avversario. Il catch wrestling è considerato anche il precursore dei moderni combattimenti di MMA e da esso vennero tratte anche molte tecniche in uso nella lotta libera. Anche la luta livre brasiliana (disciplina molto simile al jiu jitsu brasiliano ma praticata esclusivamente senza judoji) ideata da Euclydes Hatem deriva dal catch wrestling. Il jiu jitsu brasiliano ha reso nuovamente popolare l'arte della sottomissione negli anni '90 focalizzandosi principalmente sul combattimento a terra. La disciplina nacque in Brasile grazie ad Helio Gracie ed è una evoluzione degli insegnamenti di Mitsuyo Maeda, un esperto judoka giapponese e membro del Kōdōkan di Kanō Jigorō, che si trasferì in Brasile nel 1914.

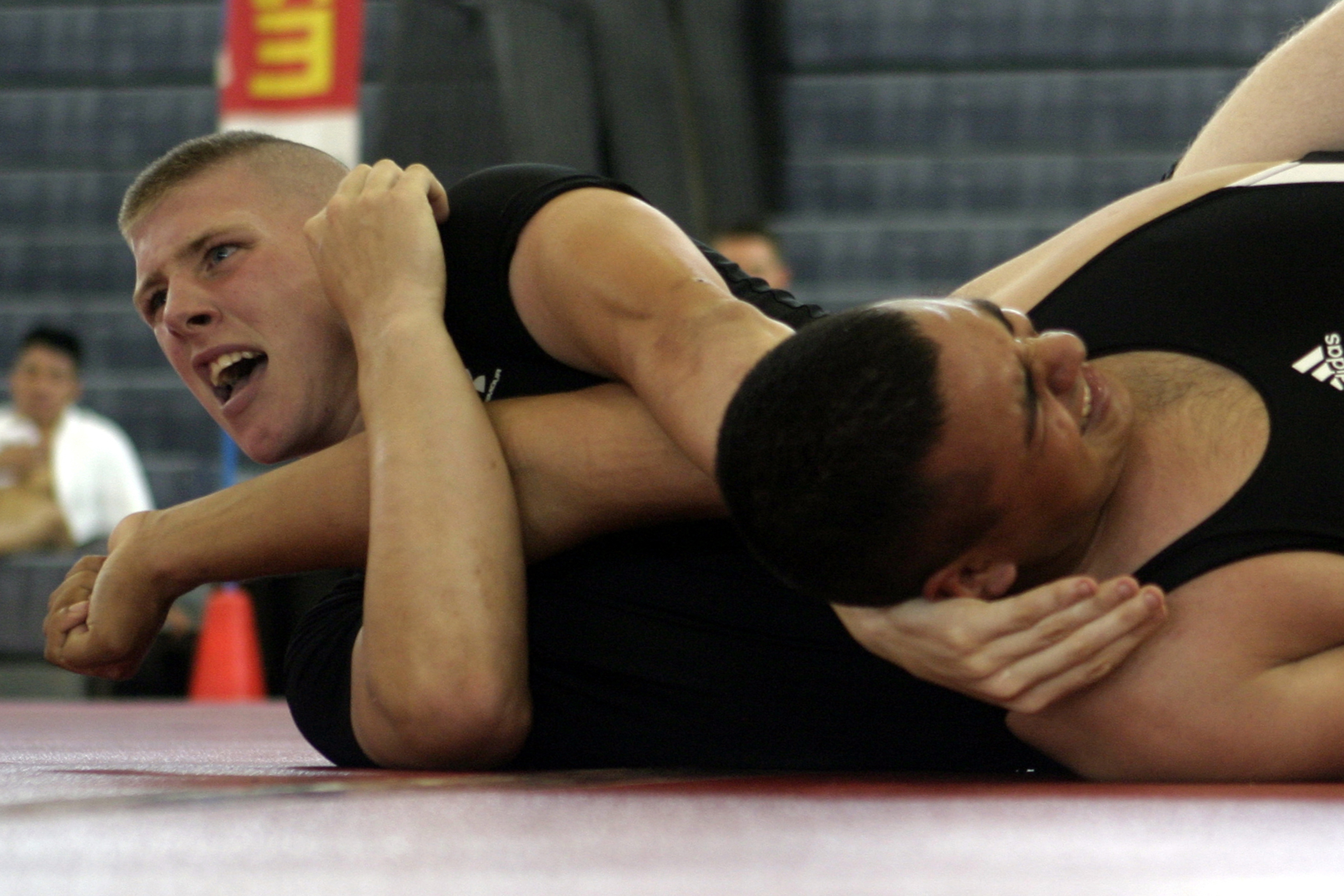
Una sottomissione applicata durante una competizione

Dagli anni '90 del XX secolo le MMA contribuiscono ad aumentare la popolarità degli stili di lotta con sottomissioni. In seguito all'esperienza di questi incontri, in cui spesso la risoluzione del match avveniva per una sottomissione durante la lotta a terra, si è venuta quindi a generare l'esigenza di riconoscere e regolamentare a livello ufficiale ed internazionale quel tipo di lotta che pone enfasi al combattimento a terra senza gi. 
Nel 2003 fu costituita l'associazione internazionale di submission wrestling (ISWA) per sviluppare e gestire il grappling a livello internazionale. La ISWA è stata fondata da Jason Townsend, Chris Carlino, Arthur Barker, Will Townsend, Shane Racine e Nathan Ross. I membri fondatori hanno passato tre anni provando e sviluppando le regole sportive dell'attuale sport del grappling prima che la Federazione Internazionale delle Lotte Associate le adottasse nel 2006. Unendosi alla FILA, l'ISWA si è trasformata nel Comitato Mondiale di Grappling (CMG) e di conseguenza Jason Townsend è stato nominato membro di questo comitato. Il francese Jean-Francois Court è stato designato come Direttore esecutivo. La Federazione Internazionale delle Lotte Associate (oggi diventata United World Wrestling) ha così riconosciuto il grappling fra le proprie discipline ufficiali e ha creato un regolamento di gara che permetta al grappling di essere una delle migliori discipline lottatorie per avvicinarsi alle MMA e per la difesa personale. Si è cercato di creare una disciplina con un regolamento che sia il più semplice possibile ma nello stesso tempo completo e con il regolamento più permissivo. Il grappling è quindi uno degli stili di lotta più efficaci in un combattimento reale proprio perché riunisce le tecniche più efficaci di tutti gli stili di lotta. Si utilizzano tecniche di lotta libera per portare a terra l'avversario e di BJJ No-Gi, luta livre brasiliana e catch wrestling nel combattimento a terra.

## Competizioni sportive

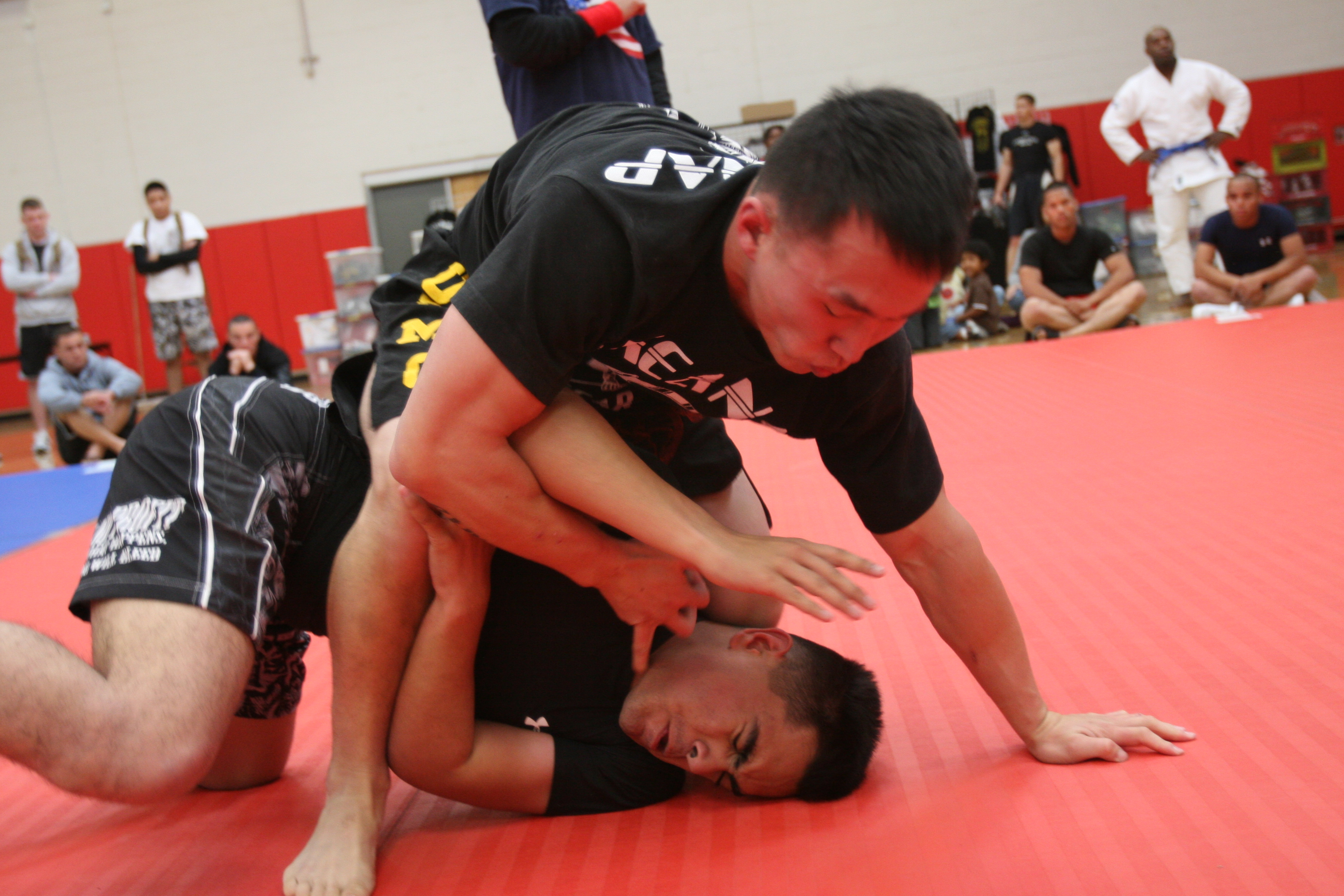
Fase di un incontro

Nelle competizioni sportive i grapplers indossano dei pantaloncini corti ed una maglietta aderente (rash guard) nello stile Grappling No-Gi e il kimono nello stile Grappling Gi. La durata di un incontro di grappling per la categoria seniores è di 5 minuti. 
In Italia il grappling è uno sport riconosciuto dal CONI e di competenza della FIJLKAM che però ne delega la gestione alla FIGMMA, la Federazione Italiana Grappling MMA che è stata fondata da Saverio Longo e Vito Paolillo nel 2009. 
La FIGMMA, presso il Palafijlkam di Ostia, ha organizzato il 1º campionato italiano della disciplina il 6 luglio 2008 e la 1° Coppa Italia il 16 novembre 2008. Il 1º campionato mondiale si è svolto a Lucerna (Svizzera) il 20 e il 21 dicembre 2008. Il 2º campionato mondiale si è svolto a Fort Lauderdale (USA) il 12 e il 13 dicembre 2009. Il 3º campionato mondiale si è svolto a Cracovia (Polonia) il 26 e il 27 marzo 2010.
A livello internazionale le Federazioni di riferimento di questa disciplina sono la United World Wrestling (la Federazione internazionale riconosciuta dal CIO che gestisce tutti gli stili di lotta, sia olimpici che non olimpici) e la ADCC Submission Fighting Federation.

## Altri stili

### Combat Submission Wrestling
Combat Submission Wrestling (CSW) è una forma moderna di wrestling di sottomissione (e sistema MMA), senza il gi , sviluppato da Erik Paulson , ex campione dei pesi massimi leggeri Shooto. Comprende più aree, concentrandosi su clinching, sottomissioni, abbattimenti, grappling e colpi. È uno stile che prende in prestito elementi e tecniche dal catch wrestling, freestyle wrestling, wrestling greco-romano, shoot wrestling, judo e sambo sull'aspetto grappling. Combina anche tecniche di colpire prese da Boxe, Kickboxing, Lethwei e Savate. Alcuni famigerati combattenti usciti da CSW sono Sean Sherk, Josh Barnett e Ken Shamrock.

### Submission Arts Wrestling
Submission Arts Wrestling (SAW) [サ ブ ミ ッ シ ョ ン ア ー ツ レ ス リ ン グ] è un'arte marziale giapponese moderna basata sul catch wrestling che incorpora elementi di Sumo, Free Style Wretling, Catch as Catch Can Wrestling, Sambo e Judo. Fondato negli anni '80 da Hidetaka Aso, uno studente di Karl Gotch, SAW costituisce un sistema di prese e colpi Gi e No Gi che si concentra nel costringere l'avversario a sottomettersi per mezzo di lanci, abbattimenti, strangolamenti, toe lock, finger lock, punti di pressione e serrature articolari. Come forma di Catch Can Wrestling, SAW è ben noto per il suo efficiente repertorio di leg lock. I praticanti di SAW sono anche abili nell'uso di colpi come mani, piedi, ginocchia e gomiti poiché i Submission Arts Wrestler competono in tutti i formati di combattimento conosciuti come Sport Jujitsu, BJJ, MMA, Catch Wrestling e/o qualsiasi altro sport da combattimento sanzionato.
Alcune delle competenze sviluppate in SAW sono:
Kumi Waza (per afferrare), Nage Waza (per lanciare), Osaekomi Waza (per immobilizzare), Suīpu (per spazzare), Shime Waza (per strangolare), Kansetsu Waza (per bloccare le articolazioni) e Atemi Waza (Colpire).
Submission Arts Wrestling si pratica su un tappeto da wrestling (tatami). Il Submission Arts Wrestling (SAW) è attualmente praticato in Giappone - Aso Sensei, Australia - Ito Sensei, Hawaii, e Porto Rico (Stati Uniti) - Ramos Sensei.

### Hayastan Freestyle Wrestling
Hayastan Grappling System o Hayastan freestyle wrestling, è uno stile di grappling sottomesso sviluppato da più cinture nere di grappling Gokor Chivichyan e Gene LeBell che fonde elementi di judo , sambo , catch wrestling , jiu-jitsu brasiliano , wrestling greco-romano e freestyle . Questo sistema include tutte le forme di sottomissione, inclusi leg lock, footlock, ginocchiere, talloni, spalle, polsi, neck crank, body crank, strangolamenti e altro.